# Gohitafla
Gohitafla est une localité du centre-ouest de la Côte d'Ivoire, préfecture du département de même nom, dans la Région de la Marahoué, appartenant au District de Sassandra-Marahoué. La localité de Gohitafla est un chef-lieu de commune.

## Député
Depuis le 6 mars 2021, Naya Jarvis Zamblé est l'actuelle députée de Gohitafla.

## Religion
La ville dispose d'une paroisse catholique, la paroisse Saint-Paul, au sein du diocèse de Daloa. Elle dispose de plusieurs églises évangéliques : Assemblées de Dieu, Aeeci, Baptiste.

## L'état des routes dans la sous-préfecture de Gohitafla
La sous-préfecture de Gohitafla est dominée par les activités agricoles. Cependant, la gravité de l'état de ses routes ne lui accorde pas les moyens d'être à la hauteur dans le transport de ses produits. Cette situation routière est aussi un facteur du non développement du département. Or, c'est un centre commercial, un véritable carrefour pour les localités qui l'entourent. Faire face à ce problème de route pourrait, un tant soit peu, résoudre un grand nombre de problèmes non cités.